# فيرينتيلو
فيرينتيلو (بالإيطالية: Ferentillo)‏ هي بلدية في مقاطعة تيرني في إقليم أومبريا الإيطالي.

## السكان
في سنة 1861 بلغ عدد السكان 2٬478 نسمة، وتطور العدد ليصل في سنة 2011 لـ 1٬963 نسمة.
يظهر هذا المخطط البياني تطور النمو السكاني لـ فيرينتيلو